# Une grande fille toute simple
Pour plus de détails, voir Fiche technique et Distribution.
Une grande fille toute simple est un film français réalisé par Jacques Manuel et sorti en 1948.

## Synopsis
La tournée d’une troupe théâtrale est troublée par la valse-hésitation amoureuse de la jeune comédienne Stepha entre le jeune premier et le metteur en scène.

## Fiche technique
- Titre : Une grande fille toute simple
- Réalisation : Jacques Manuel
- Scénario : André Roussin d’après sa pièce de théâtre éponyme (1942)[1]
- Supervision de la réalisation : Marcel L'Herbier
- Dialogues : André Roussin
- Musique : Pierre Capdevielle
- Photographie : Jules Kruger
- Son : William-Robert Sivel
- Décors : Robert Gys
- Costumes : Jacques Manuel
- Montage : Charlotte Guilbert
- Pays de production :  France
- Langue de tournage : français
- Société de production : CAPAC (France)
- Société de distribution : United Artists
- Format : Noir et blanc — 1.37:1 — son monophonique — 35 mm
- Genre : comédie
- Durée : 100 minutes
- Date de sortie : France - 9 juin 1948

## Distribution
- Madeleine Sologne : Stepha
- Raymond Rouleau : Simon
- Jean Desailly : Michel
- Gabrielle Dorziat : Tante Edmée
- Andrée Clément : Esther
- Lucienne Bogaert : Véra
- Jacques François : Mick
- Louis Ducreux

## Autour du film
- André Roussin s’inspira de son aventure amoureuse avec Madeleine Robinson durant les répétitions de la pièce Musique légère de Louis Ducreux pour écrire Une grande fille toute simple[2]. Paradoxalement, le rôle de Stepha, spécialement écrit pour Madeleine Robinson, fut confié à Madeleine Sologne lors de l'adaptation cinématographique de la pièce.